# Ninian Park
Ninian Park – nieistniejący stadion piłkarski, położony w Cardiff, w Walii. Oddany został do użytku w 1910 roku. Swoje mecze na tym obiekcie rozgrywał zespół Cardiff City F.C. Jego pojemność wynosiła 22 000 miejsc. Rekordową frekwencję, wynoszącą 61 556 osób odnotowano w 1961 roku podczas meczu międzynarodowego pomiędzy Walią a Anglią. W 2009 roku, po wybudowaniu nowego Cardiff City Stadium został rozebrany, a na jego miejscu powstało osiedle mieszkaniowe.